# Horry megye
Horry megye az Amerikai Egyesült Államokban, azon belül Dél-Karolina államban található. Megyeszékhelye Conway, legnagyobb városa Myrtle Beach. Lakosainak száma 351 029 fő (2020. április 1.). Horry megye Columbus, Robeson, Dillon, Marion, Georgetown és Brunswick megyékkel határos.

## Népesség
A megye népességének változása:
| Lakosok száma | 270 573 | 275 552 | 282 024 | 289 650 | 309 199 | 351 029 |
|               | 2010    | 2011    | 2012    | 2013    | 2015    | 2020    |